# 威廉姆斯維爾 (特拉華州肯特縣)
威廉姆斯維爾（英語：Williamsville）是位於美國特拉華州肯特縣的一個非建制地區。該地的面積和人口皆未知。

## 地理
威廉姆斯維爾的座標為38°53′40″N 75°30′36″W / 38.89444°N 75.51000°W，而該地的平均海拔高度為15米（即49英尺）。